# Parafia Świętej Rodziny w Uninie
Parafia Świętej Rodziny w Uninie – parafia rzymskokatolicka erygowana w 1990 w dekanacie garwolińskim diecezji siedleckiej, obejmująca Unin i Goździk. 
Początki parafii związane są z osobą o. Bogumiła Talarka (franciszkanina, kapelana Wojska Polskiego), który, ukrywając się przed niemieckim okupantem u swego stryja w Uninie, dostosował istniejącą remizę strażacką do potrzeb sprawowania Mszy św. 
Dekretem z 1 lutego 1941 biskup Czesław Sokołowski ustanowił kaplicę dojazdową w Uninie. Należała ona do parafii Przemienienia Pańskiego w Garwolinie. W 1976 staraniem ks. Kazimierza Miszczaka, proboszcza tamtejszej parafii, mieszkańców Unina i Goździka rozpoczęto budowę murowanego kościoła. Dzieło ukończono, a 26 grudnia 1982, w uroczystość Świętej Rodziny biskup Jan Mazur poświęcił nową świątynię. Mieszkańcy podjęli starania o ustanowienie samodzielnej parafii. Zostały one zwieńczone sukcesem. 1 lipca 1990 biskup Jan Mazur erygował parafię Świętej Rodziny w Uninie.